# Ernesto Cortázar
Ernesto Cortázar Hernández (10 de diciembre de 1897 - 30 de noviembre de 1953) fue un argumentista y director de cine, músico y compositor mexicano, nacido en Tampico, Tamaulipas y fallecido en Lagos de Moreno, Jalisco. Entre las películas que dirigió figura Noche de Ronda (1942), Jalisco, nunca pierde (1937), Juan charrasqueado (1947). Fue socio fundador y, más tarde, presidente de la Sociedad de Autores y Compositores de México. Se le considera como uno de los más exitosos letristas de las canciones de la época de oro del cine mexicano, haciendo mancuerna con el maestro Manuel Esperón quien creó la música de muchas de las piezas que juntos realizaron en tal época.

## Datos biográficos
A los 29 años de edad fundó un quinteto llamado Los Trovadores Tamaulipecos, integrado por él con Lorenzo Barcelata, Alberto Caballero, Antonio García Planes y Andrés Cortés Castillo que participó en la filmación de la película Mano a mano (1932).
Con Juan S. Garrido, compositor, escribió la música de las películas El tesoro de Pancho Villa, bajo la dirección de Arcady Boytler, y La familia Dressel, dirigida por Fernando de Fuentes, en 1935. 
Como escritor de cine Ernesto Cortázar creó historias para producciones que abordaron géneros de arraigo popular, como la comedia ranchera, melodramas y cine de rumberas, en las que lucieron artistas como Carmen Guerrero, Carlos López Chaflán, Pedro Armendáriz —en sus primeras apariciones—, Joaquín Pardavé, Mapy Cortés, Jorge Negrete, Meche Barba, Rosa Carmina y para la película donde debutó Germán Valdés "Tin Tan", Hotel de verano.
En 1938, Cortázar y el también músico y compositor, Lorenzo Barcelata, crearon la compañía productora de cine, Producciones Barcelata-Cortázar, con la que realizaron películas como La reina del río, dirigida por René Cardona (1938).
En 1942 dirigió Noche de ronda, su primera película. Dirigió más tarde otras 17 películas. Como argumentista, guionista o director, sus películas más sobresalientes fueron Jalisco nunca pierde (1937), Seda, sangre y sol (1941), Juan Charrasqueado (1947), Amor con amor se paga (1948), En cada puerto un amor (1948), Mancornadora (1948 ), Si Adelita se fuera con otro (1948), Callejera (1949), Amor de la calle (1950), Traicionera (1950, Cuando tú me quieras (1950), Los tres alegres compadres (1951), Los hijos de María Morales (1952), Ambiciosa (1953), entre otras.
Con el compositor Manuel Esperón fue coautor de, entre muchas canciones, ¡Ay, Jalisco, no te rajes!, El apagón, La Guadalupana, Cocúla, Maigualida, Carta de amor, No volveré, fiesta mexicana, El charro mexicano, Aunque lo quieran o no, Ven, Serenata tapatía, Amor con amor se paga, Hasta que perdió Jalisco, Aunque me cueste la vida, Chaparrita cuerpo de uva, La Guadalupana, Yo soy mexicano, Tequila con Limón, Amor de mi amor,  Necesito dinero, El aventurero, Noche plateada, Serenata Tapatía, Arandas, Guadalajareña,  y Águila o sol. También escribió las letras de canciones en coautoría con otros compositores connotados como Lorenzo Barcelata, Luis Arcaraz y Chucho Monge.
Ernesto Cortázar murió con su esposa en un accidente automovilístico cerca de Lagos de Moreno, Jalisco, el 30 de noviembre de 1953. En tal fecha ocupaba el puesto de presidente de la Sociedad de Autores y Compositores de México. 
Fue padre del también compositor Ernesto Cortázar II (1940 - 2004), autor de las bandas sonoras de más de 75 películas.